# Księża patrioci
Księża patrioci – określenie dotyczące księży, popierających władzę ludową i zmiany zachodzące w Polskiej Rzeczypospolitej Ludowej po 1944 roku. Nazwa „księża patrioci” wywodzi się od oficjalnej dewizy ruchu, która brzmiała: „niezłomna wierność Polsce Ludowej”. Ruch księży patriotów był aktywny w latach 1949–1956 i miał swoje przedstawicielstwo przy Związku Bojowników o Wolność i Demokrację w postaci Komisji Księży.

## Historia
W exposé sejmowym w styczniu 1949 r. premier Józef Cyrankiewicz stwierdził: „wszelkie próby wykorzystania ambony czy szat kapłańskich dla podniecania namiętności przeciw państwu ludowemu lub popierania podziemia będą przecinane z całą stanowczością i surowością prawa. Rząd będzie natomiast otaczał opieką tych kapłanów, którzy dali i dają dowody swego patriotyzmu”. Stąd wzięło się propagandowe określenie „księża patrioci” jako przeciwieństwo nieposłusznej wobec władz większości kleru.
Pomysł utworzenia ruchu zrodził się 1–2 października 1949 we Włocławku, na zjeździe księży, byłych więźniów obozów koncentracyjnych. Zjazd ten dał początek popieranemu przez władze państwowe politycznemu ruchowi części duchowieństwa. 12 stycznia 1950 r. księża patrioci utworzyli Komisję Księży przy Związku Bojowników o Wolność i Demokrację, na której czele stanął jako przewodniczący ksiądz Edward Konarski. Na początku członkiem Komisji mógł zostać jedynie ksiądz z przeszłością obozową lub kombatancką, ale w roku 1950 rząd zmienił tę zasadę i do Komisji mógł już przystąpić „każdy ksiądz, chcący dać tym wyraz pozytywnego stosunku do Polski Ludowej”. W grudniu 1954 r. liczba księży zarejestrowanych w Komisji Księży przy ZBoWiD wynosiła około tysiąca, czyli około 10% wszystkich kapłanów.
W tym samym roku księża patrioci „spontanicznie” przyjęli upaństwowienie organizacji Caritas. Organizacja rozpoczęła również wydawanie własnego czasopisma pod nazwą „Głos Kapłana”, przy czym jeszcze w tym samym roku ks. kard. Stefan Wyszyński zabronił księżom jego czytania. Inne pisma tego środowiska to „Ksiądz Obywatel” i „Kuźnica Kapłańska”. 4 listopada 1950 roku z inicjatywy szefa PAX-u, Bolesława Piaseckiego, powstał Komitet Intelektualistów i Działaczy Katolickich, mający na celu stworzenie oddanego mu ugrupowania duchownych i świeckich. W 1951 roku rząd usunął administratorów apostolskich na Ziemiach Odzyskanych, a na ich miejsce powołał dyspozycyjnych wobec władz wikariuszy kapitulnych („księży patriotów”), co było sprzeczne z przepisami kodeksu prawa kanonicznego. Działania te rząd motywował tym, iż hierarchia kościelna sprzyja „imperialistom i rewizjonistom” z Zachodu i nie chce powołać stałych biskupów na tych ziemiach.
12 grudnia 1952 roku odbył się zorganizowany przez Urząd Bezpieczeństwa zjazd 1500 duchownych, na którym atakowali oni działania Episkopatu Polski, a w szczególności kard. Wyszyńskiego, który w odpowiedzi zagroził na początku 1953 roku członkom Komisji ekskomuniką na podstawie dekretu Świętego Oficjum z 1949 roku. 30 stycznia 1953 roku Komisja Księży podjęła uchwałę, w której postulowano „uzdrowienie” stosunków w kuriach biskupich, usunięcie z urzędów kościelnych oraz z seminariów duchownych księży znanych z nieprzyjaznego stosunku do PRL. 29 września 1953 roku połączono ZBoWiD-owską Komisję Księży z PAX-owskim Komitetem Intelektualistów i Działaczy Katolickich, tworząc Komisję Duchownych i Świeckich Działaczy Katolickich przy Ogólnopolskim Komitecie Frontu Narodowego. Ruch „księży patriotów” przestał istnieć 12 lipca 1955 roku, kiedy to na żądanie władz Komisja Księży przy ZBoWiD-zie została rozwiązana, a jej członkowie weszli do innych struktur, powołanych wówczas przez władze.
Ruch wznowiony został w 1959 roku w ramach Kół Księży przy Zrzeszeniu Katolików Caritas. W 1961 r. Episkopat w specjalnym liście zabronił duchownym katolickim uczestnictwa w strukturach Zrzeszenia Katolików Caritas. Stopniowo ruch „księży patriotów” zamierał i słabła jego aktywność; w latach siedemdziesiątych doszło do jego samolikwidacji.

## Cele
Głównym zadaniem „księży patriotów” (określanych często przez samych siebie „szarą bracią kapłańską”) było uniezależnienie polskiego Kościoła katolickiego od Rzymu i podporządkowanie władzom komunistycznym w Polsce oraz kształtowanie w polskim społeczeństwie, w większości katolickim, postaw pełnej akceptacji dla polityki komunistów w kraju. Cele te starano się osiągnąć poprzez przekazywanie informacji związanych z funkcjonowaniem Kościoła, wpływanie na obsadę stanowisk kościelnych (w tym przeniesienie do innej parafii lub wydalanie z diecezji) i w seminariach duchownych, wywieranie nacisku na udział w wiecach i manifestacjach, przekazywanie materiałów ośmieszających pewnych duchownych, atakowanie słowne duchownych „niewygodnych” dla państwa.

## Członkowie
Niektórzy księża patrioci to: Ambroży Dykier, Filip Bednorz, Stefan Biskupski, Piotr Chojnacki, Jan Czuj, Eugeniusz Dąbrowski, Józef Gorzelany, Stanisław Huet, Józef Iwanicki, Józef Keller, Aleksy Klawek, Kazimierz Kłósak, Edmund Konarski, Wincenty Kwiatkowski, Kazimierz Lagosz, Antoni Lemparty, Marian Michalski, Stanisław Owczarek, Józef Pastuszka, Wacław Pyszkowski, Wacław Radosz, Stanisław Skurski, Roman Szemraj, Bonifacy Woźny, Mieczysław Żywczyński, Piotr Kotarski.
Księża patrioci byli odznaczani krzyżami Orderu Odrodzenia Polski za zasługi w pracy społecznej w 1950, 1953.